# Куба (парафія)
Куба (порт. Cuba; МФА: [ˈku.bɐ]) — парафія в Португалії, у муніципалітеті Куба. Розташована в південній частині країни, на теренах історичної португальської провінції Алентежу. Входить до складу округу Бежа. За адміністративним поділом, чинним до 1976 року, терени парафії були складовою провінції Нижнє Алентежу. Належить до Безької діоцезії Католицької церкви. Патрон — святий Вікентій. Площа — 70,0921 км². Населення — 3306 ос. (2011). Слабо урбанізований регіон. Густота населення — 47,17 осіб/км²
. Код — 020701.

## Населення
| Кількість мешканців | Кількість мешканців | Кількість мешканців | Кількість мешканців | Кількість мешканців | Кількість мешканців | Кількість мешканців | Кількість мешканців | Кількість мешканців | Кількість мешканців | Кількість мешканців | Кількість мешканців | Кількість мешканців | Кількість мешканців | Кількість мешканців |
| ------------------- | ------------------- | ------------------- | ------------------- | ------------------- | ------------------- | ------------------- | ------------------- | ------------------- | ------------------- | ------------------- | ------------------- | ------------------- | ------------------- | ------------------- |
| 1864                | 1878                | 1890                | 1900                | 1911                | 1920                | 1930                | 1940                | 1950                | 1960                | 1970                | 1981                | 1991                | 2001                | 2011                |
| 3 721               | 3 655               | 4 058               | 4 157               | 4 550               | 4 943               | 5 388               | 4 853               | 4 701               | 4 212               | 3 505               | 3 487               | 3 428               | 3 124               | 3 306               |